# Сауз-Вайнмонт
Сауз-Вайнмонт (англ. South Vinemont) — місто (англ. town) в США, в окрузі Каллмен штату Алабама. Населення — 558 осіб (2020).

## Географія
Сауз-Вайнмонт розташований за координатами 34°14′10″ пн. ш. 86°51′59″ зх. д. / 34.23611° пн. ш. 86.86639° зх. д. (34.236177, -86.866391). За даними Бюро перепису населення США в 2010 році місто мало площу 2,29 км², з яких 2,27 км² — суходіл та 0,02 км² — водойми.

## Демографія
Згідно з переписом 2010 року, у місті мешкало 749 осіб у 287 домогосподарствах у складі 178 родин. Густота населення становила 327 осіб/км². Було 340 помешкань (148/км²).
Расовий склад населення:
| - 83,2 % — білих - 2,0 % — азіатів - 1,2 % — корінних американців - 0,1 % — чорних або афроамериканців - 13,0 % — осіб інших рас |

До двох чи більше рас належало 0,5 %. Частка іспаномовних становила 23,6 % від усіх жителів.
За віковим діапазоном населення розподілялося таким чином: 23,6 % — особи молодші 18 років, 64,4 % — особи у віці 18—64 років, 12,0 % — особи у віці 65 років та старші. Медіана віку мешканця становила 29,7 року. На 100 осіб жіночої статі у місті припадало 100,3 чоловіків; на 100 жінок у віці від 18 років та старших — 104,3 чоловіків також старших 18 років.
Середній дохід на одне домашнє господарство становив 40 521 долар США (медіана — 26 141), а середній дохід на одну сім'ю — 39 694 долари (медіана — 36 875). Медіана доходів становила 28 750 доларів для чоловіків та 25 227 доларів для жінок. За межею бідності перебувало 32,8 % осіб, у тому числі 48,2 % дітей у віці до 18 років та 20,8 % осіб у віці 65 років та старших.
Цивільне працевлаштоване населення становило 230 осіб. Основні галузі зайнятості: освіта, охорона здоров'я та соціальна допомога — 25,2 %, виробництво — 21,3 %, науковці, спеціалісти, менеджери — 19,6 %.